# Taverniera lappacea
Taverniera lappacea là một loài thực vật có hoa trong họ Đậu. Loài này được (Forssk.) DC. miêu tả khoa học đầu tiên.